# Clinopodium argenteum
Clinopodium argenteum — вид квіткових рослин з родини глухокропивових (Lamiaceae).

## Поширення
Ендемік Перу.